# Dionisio Romero Paoletti
Dionisio Romero Paoletti (Lima, 5 de julio de 1965) es un economista y empresario peruano. Fue presidente de Credicorp y del Banco de Crédito del Perú desde marzo de 2009 hasta marzo de 2021. Actualmente es presidente del Directorio del Grupo Romero y presidente de la Fundación Romero.

## Biografía
Hijo de Dionisio Romero Seminario y Yole Paoletti Piccinni. Está casado con Joelyn Pestana López Alfaro, con quien tiene tres hijos.
Nació en Lima el 5 de julio de 1965 y cursó sus estudios en el colegio Franklin Delano Roosevelt. Estudió el Bachiller en Economía y Relaciones Internacionales en Brown University y cuenta con una Maestría en Administración de Empresas de Stanford University. Se puede destacar su dirección en diversas empresas del Grupo Romero, entre ellas, de Alicorp desde 2001.

## Recorrido profesional
Como miembro de la cuarta generación de la familia Romero y tras una amplia experiencia como presidente y director de diferentes empresas del Grupo Romero, en 2009, cuando su padre Dionisio Romero Seminario dejó la presidencia de Credicorp y del Grupo Romero, asumió la dirección, tanto del ala financiera como la industrial de este conglomerado empresarial.
En junio de 2020 dejó la presidencia del Directorio de Credicorp y el BCP, asumiendo la primera su primo Luis Romero Belismelis. No obstante, Dionisio Romero Paoletti se mantiene al frente de la presidencia del Directorio del Grupo Romero, ala industrial de los negocios familiares. 
En el 2020, durante la pandemia Covid-19, fue nombrado también presidente de la Fundación Romero, organización sin fines de lucro fundada hace 40 años por su familia para acciones de filantropía y el impulso del emprendimiento y la empleabilidad en el Perú. Durante la emergencia COVID-19, la Fundación Romero llevó ayuda a las poblaciones vulnerables con 4 millones de mascarillas repartidas a través de los diarios del Grupo El Comercio y 19 diarios de provincias, se entregaron más de 1000 respiradores a través de Respira Perú a hospitales de Lima y provincias; también, se evacuaron a más de 24 médicos y enfermeras en ambulancias aeromédicas desde las provincias hacia Lima para ser atendidos de emergencia y se llevaron alimentos, medicina, oxígeno y equipos de protección personal para acompañar a las familias.
En su actividad empresarial ha estado bastante ligado al desarrollo de la educación. Durante su gestión como presidente de Credicorp y del BCP, impulsó fuertemente la inversión en infraestructura educativa a través de la modalidad Obras por Impuestos, llegando a destinar más de 1,000 millones de soles a esta causa. De hecho, el BCP fue la primera empresa en el Perú en financiar  la construcción del primer colegio bajo esta modalidad.  En tanto, desde la Fundación Romero viene impulsando la educación para el emprendimiento, a través del programa Becas Grupo Romero, un conjunto de alianzas y convenios con instituciones públicas y ONG’s a través de las cuales se ha beneficiado a más de 1 millón y medio de peruanos y peruanas con acceso a educación en gestión empresarial, habilidades blandas y capacidades técnicas, con el objetivo de potenciar el emprendimiento y su empleabilidad.

## Filantropía
Dionisio Romero Paoletti es el presidente de la Fundación Romero, una organización sin fines de lucro que forma parte del grupo empresarial que dirige, y que está dedicada a la promoción de la educación y desarrollo de los emprendedores. A través de ella, durante varios años con la iniciativa Premio PQS, reconoció a jóvenes universitarios y técnicos que tenían una idea de negocio entregándoles capital semilla para sacarla adelante. La idea de la iniciativa es que los jóvenes puedan acceder a más oportunidades para crear negocios.
En esta misma línea ha demostrado su interés por el desarrollo de la educación, con iniciativas como el Campus Romero y las Becas Grupo Romero, basada en la capacitación para emprendedores y profesionales con cursos virtuales para potenciar su empleabilidad. Este programa ha desarrollado diferentes iniciativas como Becas para personas mayores de 50 años denominado Becas Generación Plateada, o programas como Señas de Progreso, becas en cursos virtuales subtitulados e interpretados en Lengua de Señas Peruana para hacerlos accesibles para personas con discapacidad auditiva, entre otros.
Por otra parte, durante su gestión como presidente de Credicorp incursionó en el mecanismo de Obras por Impuestos, enfocados principalmente en infraestructura para la educación, convirtiéndose en la primera institución en construir el primer colegio bajo esa modalidad.